# José Antonio Pérez Tapias
José Antonio Pérez Tapias, né le 3 juin 1955 à Séville (Espagne), est un homme politique espagnol.